# Festival du film britannique de Dinard 2013
Le Festival du film britannique de Dinard 2013, 24e édition du festival, se déroule du 2 au 6 octobre 2013.
Le 26 août 2013, Éric Cantona est désigné Président du jury.

## Jury
|  | Nom                              | Qualité                              | Nationalité |
|  | -------------------------------- | ------------------------------------ | ----------- |
|  | Éric Cantona (président du jury) | Acteur                               | France      |
|  | Fred Cavayé                      | réalisateur                          | France      |
|  | Alice Eve                        | actrice                              | Royaume-Uni |
|  | Hippolyte Girardot               | acteur                               | France      |
|  | Toby Jones                       | acteur                               | Royaume-Uni |
|  | Amanda Sthers                    | écrivain, scénariste et réalisatrice | France      |
|  | David Parfitt                    | producteur                           | Royaume-Uni |
|  | Natalie Carter                   | scénariste                           | France      |

## Sélection

### En compétition
- Everyone's Going to Die de Jones
- Hello Carter d'Anthony Wilcox
- Spike Island de Mat Whitecross
- The Sea de Stephen Brown
- Le Géant égoïste (The Selfish Giant) de Clio Barnard
- TITUS de Charlie Cattrall

### Hors compétition

#### En avant-première
- Maintenant c'est ma vie (How I Live Now) de Kevin Macdonald
- Shell de Scott Graham
- Un week-end à Paris (Le Week-End) de Roger Michell (film de clôture)[2]

#### UK TV
- The Girl de Julian Jarrold
- The Village de Antonia Bird et Gillies MacKinnon
- The Wipers Time de Andy De Emmony[3]

### Séance spéciale
- Looking for Eric de Ken Loach

### Hommage
- Toby Jones
- Tom Courtenay
- Charles Dickens

## Palmarès
- Hitchcock d'or : Le Géant égoïste
- Prix du scénario : Spike Island
- Prix du public : TITUS
- Prix de l'image : Le Géant égoïste
- Prix Coup de cœur : Le Géant égoïste
- Prix FEMIS du meilleur court métrage : Trucs de gosse
- Mention spéciale du jury : Nora Tschirner, Rob Knighton et Madeline Duggan, acteurs dans Everyone's Going To Die